# 勤番美食 武士飯！
《勤番美食 武士飯！》 是土山茂所做的日本歷史漫畫、料理漫畫。原作酒井伴四郎，青木直己協力，酒井伴四郎是紀州藩的武士，著作與幕末江戶生活有關且詳細的《酒井伴四郎日記》，本作以日記為底本。2017年NHK BS Premium改編成為電視劇《人情武士獻美食》 。

## 主要登場人物
酒井伴四郎
主人公。28歳。紀州和歌山藩的下級武士。
宇治田平三
伴四郎的叔父。
五郎右衛門
伴四郎的同僚。
民助、直助
伴四郎、平三的侍從。
喜代助。
五郎右衛門的侍從。
玄潤
醫師。

## 電視劇
《人情武士獻美食》 為NHK BS Premium 2017年播出的剧，改編自上述漫畫，由《表參道高校合唱部！》的櫻井剛编剧，瀨戶康史主演，於2017年1月10日首播，預計播出8集。主要描述幕末江戶武士生活，以及主角酒田伴四郎在江戶奉公期間，利用妻子在貨物籃中暗藏的的食譜料理治癒並幫助周圍人們的故事。
本作中伴四郎所屬藩，從紀州和歌山藩改為架空的高野藩。

### 演員列表

#### 主要演員
| 角色           | 演員       | 介紹                     |
| -------------- | ---------- | ------------------------ |
| 酒田伴四郎     | 瀨戶康史   | 很有自我風格的懦弱武士。 |
| 矢沢五郎右衛門 | 田中圭     |                          |
| 阿菊           | 酒井若菜   |                          |
| 酒田鈴         | 三吉彩花   |                          |
| 阿羽           | 草刈麻有   |                          |
| 千代           | 戶田惠子   |                          |
| 菊池庄兵衛     | 德井優     |                          |
| 宇治田平三     | 平田滿     |                          |
| 松平茂照       | 草刈正雄   |                          |
| 阿里           | 吉田沙保里 |                          |
| 与一           | クロちゃん |                          |

### 放送日程
| 放送回 | 放送日  | 標題               | 導演     |
| ------ | ------- | ------------------ | -------- |
| 第一話 | 1月10日 | 茶粥恰恰恰         | 山内宗信 |
| 第二話 | 1月17日 | 竹筍和蛤的倫巴     | 山内宗信 |
| 第三話 | 1月24日 | 蒟蒻輓歌           | 金澤友也 |
| 第四話 | 1月31日 | 炸雞的卡皮探戈     | 金澤友也 |
| 第五話 | 2月07日 | 雞和蛋的父母協奏曲 | 山内宗信 |
| 第六話 | 2月14日 | 鯛魚小夜曲         | 雫石瑞穂 |
| 第七話 | 2月21日 | 澀柿安魂曲         | 金澤友也 |
| 最終話 | 2月28日 | 魂之武士飯！       | 山内宗信 |